# Primulina flavimaculata
Primulina flavimaculata là một loài thực vật có hoa trong họ Tai voi (Gesneriaceae). Loài này có ở Quảng Tây (Trung Quốc) và được W. T. Wang mô tả khoa học đầu tiên năm 1985 dưới danh pháp Chirita flavimaculata. Năm 2011, Mich.Möller & A.Weber chuyển nó sang chi Primulina.